# Собакевич
Собакевич — персонаж роману Миколи Васильовича Гоголя «Мертві душі»; поміщик, із яким Павло Іванович Чичиков веде торги з приводу скупки душ померлих селян. Серед фольклорних джерел образу — персонажі російських билин та казок. Можливими літературними прототипами Собакевича є Тарас Скотинін («Недоросток») та Олексій Бурнаш («Юрій Милославський»). Дослідники припускають, що на створення портрета персонажа вплинули взаємини Гоголя з письменником Михайлом Погодіним.
До образу Собакевича зверталися художники Олександр Агін, Петро Боклевський, Володимир Маковський, Борис Кустодієв та інші. На театральній сцені роль поміщика грали Михайло Тарханов, Олексій Грибов, Микола Баталов, Юрій Толубєєв; в екранізаціях ''Мертвих душ'' — В'ячеслав Невинний та інші актори.